# Hugo Freund
Hugo Freund (Praga, 2 gennaio 1879 – Lublino, 25 maggio 1942) è stato un orafo ceco, fondatore della gioielleria Hugo Freund & Co.

## Biografia
Hugo Freund era un commerciante di diamanti e gioielliere ceco. Nel 1908 ha fondato Hugo Freund & Co. È diventato uno dei primi a utilizzare i servizi di gemmologia nel Regno Unito.

## Palmarès
Nel 1908, la società di gioielli Hugo Freund & Co fu fondata a Praga e ebbe sedi in altri stabilimenti svizzeri, come l'International Watch Company, Schaffhausen, Doxa, Landorf, e Medana.

## Morte
Nel 1942, Hugo Freund, che era di origine ebraica, fu arrestato dai nazisti e deportato a Terezin, dove i nazisti formarono un campo di concentramento. Nel suo gruppo, divenne uno dei cinque sopravvissuti. Poco dopo, fu deportato nel campo di concentramento di Majdanek a Lublino. La prigione non sopravvisse in questo campo e Freund morì poco dopo il suo arrivo.